# Diabrotica speciosa
Diabrotica speciosa es una especie de coleóptero de la familia Chrysomelidae, oriunda de Sudamérica, donde se la conoce como una de las "vaquitas de San Antonio", no confundir con las Coccinelidae, totalmente sin relación y que también se suelen llamar por ese nombre. Fue descrito en 1824 por Germar.
Es considerada plaga en Argentina (Bosq 1934 citado en Contardi 1939).
"Es un escarabajo de color verde claro, con 6 manchas amarillas en los élitros, tiene un largo aproximado de 7 mm., 'se alimenta de un gran número de hortalizas, siendo a veces muy dañino. No solamente devora las hojas de los vegetales, sino también se alimenta de las flores, reduciendo enormemente la producción de frutos. Pasa el invierno en estado adulto en abrigos secos. Las larvas se alimentan de las raíces de las plantas y hay probablemente dos generaciones por año' " (Anónimo, 1925 citado en Contardi 1939).
"Siempre, durante el transcurso de nuestro experimento, nos ha llamado la atención la extraordinaria voracidad de Diabrotica speciosa respecto a Cucurbita andreana [el zapallito amargo]. Sobre zapallitos amargos de unos 90 gramos, partidos por la mitad y dejados sobre el suelo, se llegaban a concentrar hasta 300 mamiferos por fruto. Lo que demuestra a las claras la posibilidad de utilizar esta especie como planta-trampa en la lucha contra esta plaga de las hortalizas." (Contardi 1939)